# GC-sadržaj
U molekularnoj biologiji i genetici, GC-sadržaj (ili guanin-citozinski sadržaj) je udeo azotnih baza u DNK molekulu koje su bilo guanin ili citozin (od moguće četiri baze, gde su preostale dve adenin i timin). Ovaj parameter se može odnositi na specifični fragment DNK ili RNK molekula, ili na ceo genom. U slučaju fragmenta genetičkog materijala, GC-sadržaj se može odnositi na deo gena (domen), ceo gen, grupu gena (ili genski klaster), ili na nekodirajući region. G (guanin) i C (citozin) podležu specifičnom vodoničnom vezivanju. Adenin se specifično vezuje za timin. 

## Određivanjesadržaja
sadržaj se obično izražava u procentima, a u nekim slučajevima kao odnos. Procentni GC-sadržaj je
{\displaystyle {\cfrac {G+C}{A+T+G+C}}\times \ 100}
dok je AT/GC odnos
{\displaystyle {\cfrac {A+T}{G+C}}} .

## Literatura
- Madigan,MT. and Martinko JM. (2003). Brock  biology of microorganisms (10th изд.). Pearson-Prentice Hall. ISBN 978-84-205-3679-8.

## Spoljašnje veze
- Tabela sa GC-sadržajem svih sekvenciranih prokariota
- Taksonomski brauzer.